# یوهان بندیکت لیستینگ
یوهان بندیکت لیستینگ (انگلیسی: Johann Benedict Listing; ۲۵ ژوئیهٔ ۱۸۰۸ – ۲۴ دسامبر ۱۸۸۲) ریاضیدان اهل آلمان بود. او در فرانکفورت به دنیا آمد و در گوتینگن درگذشت. او برای اولین بار اصطلاح «توپولوژی» را در یک مقاله معروف که در ۱۸۴۷ میلادی منتشر شده است، معرفی کرد؛ اگر چه او این اصطلاح را چند سال پیش در مکاتبات به‌کار برده بود. لیستینگ به‌طور مستقل و هم‌زمان با آگوست فردینانند موبیوس در ۱۸۵۸ میلادی، نوار موبیوس را کشف کرد.